# Quati
O quati ou coati é um mamífero da ordem Carnivora, da família Procyonidae e do gênero Nasua. O grupo está distribuído desde o Arizona até o norte da Argentina, possuindo três espécies: Nasua nasua, Nasua narica e Nasua nelsoni. Este animal também é conhecido por seu nome popular "Tamanduá Palito" e tem como característica viver em bando.

## Etimologia
A palavra "quati" é derivada do termo tupi akwa'tim, que significa "nariz pontudo". Nasua vem do latim nasus, "nariz". É uma referência ao comprido focinho dos representantes do gênero.

## Características Físicas
Mamífero aparentado do guaxinim, possuindo entretanto um nariz mais comprido e um corpo mais alongado. Com patas que lembram remotamente as dos ursos, muito úteis para escaladas em árvores. É cinzento-amarelado, porém muito variável, havendo indivíduos quase pretos e outros bastante avermelhados, focinho e pés pretos, cauda com 55 centímetros, com sete a oito anéis pretos. Mede, de corpo, setenta centímetros. Vive em bandos de 4 a 20 indivíduos, é praticamente onívoro. São animais diurnos, mas às vezes o macho faz atividades noturnas.
Há três espécies desse pequeno animal, encontrado desde o Panamá (América Central) até a Argentina. Quatis vivem em grandes bandos formados de fêmeas e machos jovens. Com mais de dois anos, os machos já vivem sozinhos, juntando-se ao bando somente na época do acasalamento, que acontece no fim da primavera. Dez ou onze semanas após, a fêmea produz de dois a seis filhotes. Por mais de um mês, estes permanecem em seu ninho no oco de uma árvore. O quati alimenta-se de minhocas, insetos (e outros atrópodes) e frutas. Aprecia também ovos, legumes e especialmente lagartos, além de restos de alimentos que foram descartados em lixo, como fazem os cães de rua, cães ferais, ursos, gatos e as outras espécies de guaxinins. Não gosta de água mas pode nadar bem. Dorme no alto das árvores enrolado como uma bola e não desce antes do amanhecer.

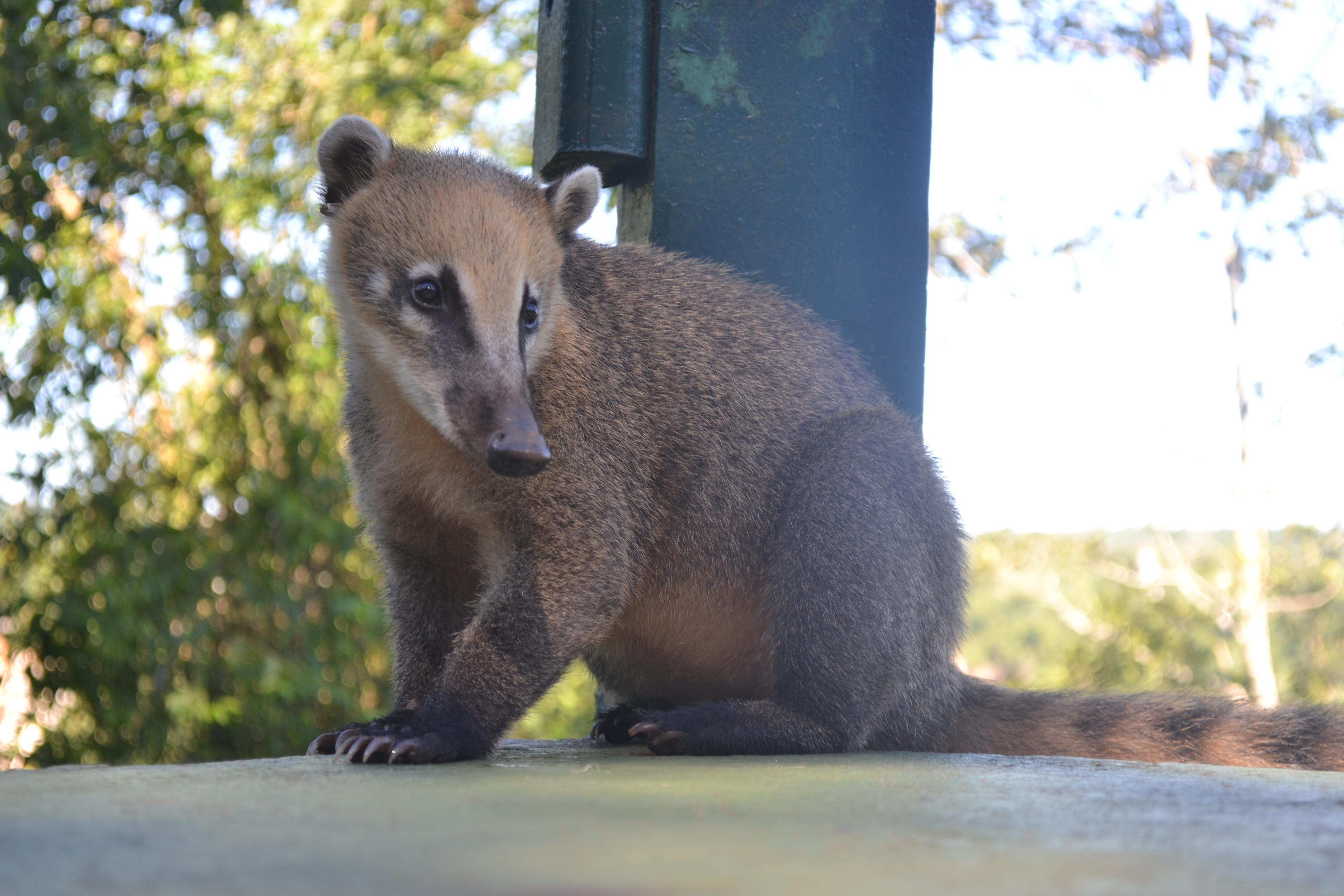
Quati nas Cataratas do Iguaçu - Brasil